# Mads Pedersen
Mads Pedersen   (Tølløse, 18 de desembre de 1995) és un ciclista danès professional des del 2012 i actualment a l'equip Lidl-Trek. El 2017 es va proclamar campió nacional en ruta, però per damunt de tot destaca la victòria al Campió del món de ciclisme en ruta que es va disputar a Yorkshire el 2019. El 2020 guanyà la Gant-Wevelgem, una cursa que ja havia guanyat en la seva versió sub-23 el 2016. Ha guanyat etapes en les tres grans voltes, tres a la Volta a Espanya, dues al Tour de França i una al Giro d'Itàlia.

## Palmarès
- 2012
  - 1r a la Volta a Ístria i vencedor d'una etapa
  - 1r al Trofeu Karlsberg i vencedor d'una etapa
  - 1r a Sint-Martinusprijs Kontich i vencedor de 2 etapes
- 2013
  - 1r a la París-Roubaix júnior
  - 1r a la Cursa de la Pau júnior i vencedor de 2 etapes
  - 1r al Trofeu Karlsberg i vencedor de 3 etapes
  - Vencedor de 2 etapes a Sint-Martinusprijs Kontich
  - Vencedor d'una etapa a la Lieja-La Gleize
  - Vencedor d'una etapa al Gran Premi Rüebliland
  - Vencedor d'una etapa al Giro de la Lunigiana
- 2014
  - Vencedor d'una etapa al Gran Premi de Frankfurt sub-23
- 2015
  - Vencedor d'una etapa al ZLM Tour
  - Vencedor d'una etapa al Tour de l'Avenir
- 2016
  - 1r a la Gant-Wevelgem sub-23
  - 1r a la Fyen Rundt
  - Vencedor d'una etapa a la Volta a Noruega
- 2017
  -  Campió de Dinamarca en ruta
  - 1r al Tour de Poitou-Charentes i vencedor d'una etapa
  - 1r a la Volta a Dinamarca i vencedor d'una etapa
- 2018
  - 1r a la Fyen Rundt
  - 1r a l'Eurométropole Tour
  - Vencedor d'una etapa al Herald Sun Tour
  - Vencedor d'una etapa a la Volta a Dinamarca
- 2019
  -  Campió del món de ciclisme en ruta
  - 1r al Gran Premi d'Isbergues
- 2020
  - 1r a la Gant-Wevelgem
  - Vencedor d'una etapa a la Volta a Polònia
  - Vencedor d'una etapa al BinckBank Tour
- 2021
  - 1r a la Kuurne-Brussel·les-Kuurne
  - Vencedor d'una etapa a la Volta a Dinamarca
  - Vencedor d'una etapa a la Volta a Noruega
- 2022
  - 1r a la Fyen Rundt
  - Vencedor d'una etapa a l'Étoile de Bessèges
  - Vencedor d'una etapa a la París-Niça
  - Vencedor de 2 etapes al Circuit de la Sarthe
  - Vencedor d'una etapa a la Volta a Bèlgica
  - Vencedor d'una etapa al Tour de França
  - Vencedor de 3 etapes a la Volta a Espanya i  1r de la Classificació per punts
- 2023
  - 1r a la Volta a Dinamarca i vencedor d'una etapa
  - 1r a la Bemer Cyclassics
  - Vencedor d'una etapa a l'Étoile de Bessèges
  - Vencedor d'una etapa a la París-Niça
  - Vencedor d'una etapa al Giro d'Itàlia
  - Vencedor d'una etapa al Tour de França
- 2024
  - 1r a l'Étoile de Bessèges i vencedor d'una etapa
  - 1r al Tour La Provence i vencedor de 3 etapes
  - 1r a la Gant-Wevelgem
  - 1r a la Volta a Alemanya i vencedor de 2 etapes
  - Vencedor d'una etapa al Critèrium del Dauphiné
  - Vencedor d'una etapa a la Volta a Luxemburg
- 2025
  -  Campió de Dinamarca en contrarellotge
  - 1r al Tour La Provence i vencedor d'una etapa
  - Vencedor d'una etapa a la París-Niça
  - 1r a la Gant-Wevelgem
  - Vencedor de tres etapes del Giro d'Itàlia i del mallot de la classificació per punts 
  - 1r a la Volta a Dinamarca i vencedor de tres etapes

### Resultats al Giro d'Itàlia
- 2017. 138è de la classificació general
- 2018. 140è de la classificació general
- 2023. No surt (13a etapa). Vencedor d'una etapa
- 2023. 90è de la classificació general, Vencedor de tres etapes i guanyador del mallot de la classificació per punts

### Resultats al Tour de França
- 2020. 124è de la classificació general
- 2021. 137è de la classificació general
- 2022. 99è de la classificació general. Vencedor d'una etapa
- 2023. 105è de la classificació general. Vencedor d'una etapa
- 2024. No surt a la 8a etapa

### Resultats a la Volta a Espanya
- 2022. 102è de la classificació general. Vencedor de 3 etapes.  1r de la Classificació per punts